# 索尔诺克区
索尔诺克区（匈牙利語：Szolnoki járás），是匈牙利亚斯-瑙吉孔-索尔诺克州的一个区，总面积914.48平方公里，总人口118,241人（2011年），人口密度129人/平方公里。中心城市为索尔诺克。

## 市镇
索尔诺克区包含一个州级市、4个城镇和13个村庄。